# Лоренс (Южная Каролина)
Лоренс (англ. Laurens) — крупнейший город и административный центр (столица) одноимённого округа в штате Южная Каролина в Соединённых Штатах Америки. До 1873 года город назывался Лоренсвилл.
Согласно результатам переписи населения США, проведённой в 2020 году, число жителей города составляло 9335 человек, что, для такого небольшого населённого пункта, существенно больше (+ 2,1%), чем было во время предыдущей переписи прошедшей в 2010 году (9139 человек).

## История
В доколумбову эпоху на этих землях проживали коренные американцы из народа чероки. Они жили в основном охотой и собирательством. На этой территории были найдены черепки глиняной посуды, оружие и курган, связанный с культурой чероки. С 1721 года с чероки было заключено множество договоров по поводу земель, в результате которых индейцы были почти полностью вытеснены европейцами.
Расположенный в северной части штата Южная Каролина, город Лоренс был назван в честь Генри Лоуренса, одного из отцов-основателей США.
Округ Лоренс был основан актом Генеральной Ассамблеи от 15 марта 1785 года как место для ведения коммерческой деятельности. Первоначально город Лоренс назывался Лоренсвилл. 15 декабря 1845 года был издан устав города с названием Лоренсвилл, а первое официальное использование названия Лоренс относится к уставу 1873 года.
До Американской революции в округе Лоренс поселились тысячи иммигрантов, в основном из Шотландии и Ирландии. Позже Лоренс превратился в важный торговый центр колониальной Америки. 
19 августа 1780 года в ходе Войны за независимость США близ города произошло ожесточённое сражение в ходе которого 200 ополченцев-патриотов разгромили превосходящие объединённые силы из примерно 300 ополченцев-лоялистов и двухсот солдат провинциальных регулярных войск.
В 1790 году Лоренс был избран административным центром округа. Как и во многих других южных городах, хлопок был его основной культурой. Высокодоходное производство хлопка привело к экономическому буму и значительному увеличению численности афроамериканского населения из-за массового использования труда африканских рабов на хлопковых плантациях.
Будущий президент Эндрю Джонсон работал портным в центре Лоренса с 1824 по 1826 год.
До начала Гражданской войны в США Лоренс дал правительству штата немало политических лидеров; многие из них повлияли на решение штата о выходе из Союза. Сражения Гражданской войны никогда не затрагивали Лоренс, но на него повлиял приток беженцев из Чарльстона, спасавшихся от наступающей армии и флота Союза; значительное число беженцев навсегда осело в Лоренсе.
Текстильная, обрабатывающая и стекольная промышленность помогли городу быстро встать на ноги во время Реконструкции Юга. Этому существенно способствовала и близость в транспортным путям.
Действие фильма «Бремя», снятого в 2018 году, происходит в Лоренсе.

## География
В соответствии с данными указанными на сайте центрального статистического органа страны — Бюро переписи населения США, общая площадь города Лоренс составляет 10,6 квадратных мили (27 км2) и всю эту территорию занимает суша.